# Hochfelden
Hochfelden je občina v departmaju Bas-Rhin francoske regije Alzacija.
Leta 1990 je v občini živelo 2 781 oseb oz. 230 oseb/km².